# Гамера: Маленькие герои
Гамера: Маленькие герои (яп. 小さき勇者たち～ガメラ～ Тиисаки ю:ся-тати ~Гамэра~) — японский кинофильм 2006 года, двенадцатый о Гамере, шестой о Гяосе и первый и единственный с участием Зедуса. На данный момент это последняя картина из франшизы о Гамере, а также первая, снятая кинокомпанией «Kadokawa Pictures» (все предыдущие фильмы принадлежат Daiei Motion Picture Company). Сочетает элементы приключенческого фильма, драмы и кайдзю-фильма.

## Сюжет

### Предыстория
1973 год. Мальчик Косукэ среди толпы спасающихся людей наблюдает как черепаха Гамера сталкивается у побережья со стаей Гяосов. После кровопролитной схватки Гамера взрывается, уничтожая всех Гяосов и себя вместе с ними, спасая людей.

### Основной сюжет
Спустя 33 года Косукэ вместе со своим сыном Тору приходит на тот самый берег, где он в детстве видел гибель Гамеры. Придя сюда в другой раз, Тору находит в этом месте маленького черепашонка. Он называет его Тото и решает взять домой. Тото растёт слишком быстро, и вскоре выясняется, что это Гамера. Суперчерепаха привязывается к Тору. Вскоре город оказывается атакован злобным монстром Зедусом. Изрядно подросший Тото вступает с ним в схватку, чтобы защитить жителей города и мальчика. Но достаточно ли он повзрослел для такой битвы? Погибшая в XX веке Гамера обладала одной способностью, позволившей ей стать самым сильным в мире существом. Тору должен помочь своему питомцу вопреки опасениям отца…

## В ролях
- Рё Томиока — Тору Аидзава;
- Кандзи Цуда — Косукэ Аидзава;
- Кахо — Маи Нисио;
- Сусуму Тэрадзима — Осаму Нисио;
- Синго Исикава — Исимару;
- Сёго Нарита — Кацуя;
- Тосинори Сасаки — Тото/Гамера;
- Мидзухо Ёсида[англ.] — Зедус.